# Gočka
La rue Gočka (en serbe cyrillique : Гочка) est située à Belgrade, la capitale de la Serbie, dans la municipalité urbaine de Rakovica.

## Parcours
La rue Gočka naît à la hauteur des rues 11. krajiške divizije et Patrijarha Joanikija, au niveau d'un échangeur qui la relie à l'Ibarska magistrala, la « route de l'Ibar », qui constitue la voie de communication la plus importante depuis Belgrade vers l'ouest et le sud-ouest de la Serbie. Elle s'oriente vers le sud et se termine au niveau de la rue Nićifora Ninkovića.

## Éducation
L'école maternelle Labudić est installée au n° 59 de la rue. Au n° 40 se trouvent l'école élémentaire 14. oktobar, créée en 1950, et le Quinzième lycée de Belgrade, créé en 1991.